# Aizkraukle (novads 2009–2021)
Aizkraukle (łot.: Aizkraukles novads) – jeden z łotewskich novadsów, funkcjonujący w latach 2009–2021.

## Historia
Novads powstało na terenach należących przed 2009 do rejonu Aizkraukle.
W skład novadsu wchodziło miasto Aizkraukle oraz pagasts Aizkraukle. Jego stolicą zostało miasto Aizkraukle.
Zlikwidowany w ramach reformy administracyjnej 30 czerwca 2021. Wszedł w całości w skład nowego, większego novadsu Aizkraukle.